# Decemberance
Decemberance ist eine 1997 gegründete Gothic-Metal- und Funeral-Doom-Band.

## Geschichte
Decemberance ist eine um den Schlagzeuger und Sänger Yiannis Fillipaios und den Gitarristen Manos Kousourlis 1997 entstandene Band. Kousourlis verließ das Projekt 2014. Seither ist jenseits von Fillipaios keine Mitglied der Band überdauernd Teil der Gruppe. Aufgrund der personellen Problematik, der eigenen Jugend und der Verpflichtungen der Musiker in anderen Lebensbereichen, Fillipaios führt hierbei unter anderem den Wehrdienst sowie alltägliche Verpflichtungen wie berufliche Tätigkeit und ein Familienleben an, verharrte die Band lange in einem Stadium ohne Veröffentlichung regulärer Studioalben. Bis zum Erscheinen des Debüts Inside im Jahr 2009, hatte die Band lediglich Demo-Aufnahmen veröffentlicht. Trotz des Mangels an Veröffentlichungen trat die Band noch vor der Veröffentlichung des Debüts mit Gruppen wie Candlemass, Kaamos, Saturnus, God Dethroned und Marduk auf.
Das Debüt Inside wurde 2009 über I for an I Records & Media veröffentlicht und 2018 über GS Productions und Endless Winter erneut herausgegeben. Insbesondere die nationale Resonanz fiel besonders positiv aus. Decamberance wurden von griechischen Webzines wie Metal Temple, Metalpaths, Metalzone.gr und Rockway.gr gelobt. Die Webzines hoben die Veröffentlichung als Leistung für die nationale Szene hervor und knüpften die Hoffnung einer weiteren Etablierung einer griechischen Death-Doom-Szene an das Erscheinen des Albums. Rezensionen für internationale Websites wie Metalstorm und Masterful Magazine fielen ebenfalls positiv aus und lobten das Album als gut bis herausragend im Genre.
Bis die Gruppe mit Conceiving Hell eine anknüpfende Veröffentlichung präsentierte vergingen acht Jahre. Das zweite Album wurde 2017 über Endless Winter veröffentlicht und ebenfalls überwiegend positiv rezipiert. Neben griechischen Webzines lobten auch italienische, russische und britische Rezensenten die Veröffentlichung als „unvermeidliche Begegnung“ für Genrefans, erfolgreiche und begrüßenswerte Rückkehr und wachsend mit jedem Hördurchgang. Es erweise sich als eines der besten des Jahres.Mourning schrieb für das Aristocrazia Webzine, dass Conceiving Hell sowohl eine „muskulöse und erstickende Seite als auch [eine] schmerzende und psychotische“ besitzt, die es zu erfahren gilt. Das „widerspruchsfreies Album“ erweise sich laut ALL als stereotype Veröffentlichung in den Standards der bespielten Genre, sei dabei jedoch eine „angenehme Untermalung.“ Der Tiefe des Albums könne mit den bemühten Genre-Termini nicht gerecht werden urteilte Peter Fateev für Headbanger.ru. So schrieb auch Riccardo Veronese für Doom-Metal.com, das es „viele Leute ansprechen [könne], weil [die Musiker] in den ruhigeren, langsameren Passagen zwischen Death Doom und Funeral Doom changieren.“ Teilweise wirke es „episch“ und es wachse „mit jedem Hören.“
Im Jahr 2023 erschien mit Implosion das dritte Studioalbum der Band. Das von Chris Papadakis vom griechischen Webzine Metal Invader bereits vorab als „kompromisslos“ gelobte Album wurde via Razorbleed Productions veröffentlicht. Mit Implosion führte Papadakis weiter aus, erweise sich Decemberance als „eine der letzten Bastionen des echten Undergrounds“ des griechischen Death Doom „die mit Diskretion und Substanz“ agierend und ohne „Kompromisse und Paukenschläge“ beständig den Geist des Genres verkörpere und transportiere.

## Stil
Die von Decemberance gespielte Musik wird in Relation zu jener von Bands des Gothic Metal, des Death- und Funeral-Doom wie My Dying Bride, Paradise Lost, Anathema, Rotting Christ, Mournful Congregation sowie Morbid Angel und Pink Floyd gestellt. Fillipaios bestätigt solche Einflüsse und fügt Esoteric und Decomposed namentlich der Liste an.
Entsprechend wird die Musik als „kompromissloser und dennoch melodischer Death Doom mit gelegentlich akustischen Einwürfen“ beschrieben. Dabei variiere die Musik von „schnelle Death-Metal-Ausbrüche der alten Schule“ bis hin zu „schleifend langsame Funeral-Doom-Abschnitten“. Als dominante werden Gitarrenthemen, die dem Death Metal nahe stünden sowie eine „dunkle und melancholische Atmosphäre“ angeführt. Als markant und ansprechend wird dabei die Dynamik zwischen Death- und Funeral-Doom herausgestellt.

„The acoustic parts, the flowing melodies with cellos, open up your inner thoughts leaving you to ponder the outside world. To get the balance right is hard and to keep enough riffs and tempo changes in the right places needs to be spot on to keep the listener interested.“

„Die akustischen Stücke, fließende Cello-Melodien, öffnen innere Gedanken und lassen einen über die Außenwelt nachdenken. Um das richtige Gleichgewicht zu finden, ist es schwierig, genügend Riffs und Tempowechsel an den richtigen Stellen zu halten, um das Interesse des Hörers zu halten.“

## Diskografie
- 1999: Decemberance (Demo, Selbstverlag)
- 2001: Just a Blackclad… (Demo, Selbstverlag)
- 2009: Inside (Album, I for an I Records & Media, 2018 GS Productions/Endless Winter)
- 2017: Conceiving Hell (Album, Endless Winter)
- 2019: The Demo Years 1998-2001 (Kompilation, GS Productions/Endless Winter)
- 2023: Implosion (Album, Razorbleed Productions)